# Tvillingspråk
Tvillingspråk är språk som skapas och används av småbarn och som brukar vara obegripliga för utomstående, oftast även för barnens föräldrar. De kallas ”tvillingspråk” eftersom de oftast observeras hos tvillingpar och större kullar. De kan dock också uppstå i andra fall där  småbarn som befinner sig på ungefär samma utvecklingsnivå kommunicerar mycket med varandra redan innan de behärskar modersmålet tillräckligt väl. Sannolikheten för uppkomst av tvillingspråk är förhöjd bland tvillingar som inte har äldre syskon samt bland sådana i flerspråkiga familjer. I dessa grupper är den nästan 50 %. Den är obetydligt högre bland enäggstvillingar än bland tvåäggstvillingar. I de flesta fall slutar barnen att använda språket redan vid omkring tre års ålder.
Tvillingspråk visar sig ofta i påtagligt välflytande tal. De har dock ibland karakteriserats som ingenting annat än mycket omogna och avvikande versioner av modersmålet. Sällsynta facktermer för fenomenet är idioglossi och kryptofasi. I tvillingspråk förekommer småbarnsversioner av ord ur omgivningens språk ofta med särpräglade fonologiska avvikelser. Dessa uppkommer eftersom barnen accepterar och imiterar varandras uttal okritiskt. I många fall är det dock fråga om alldeles egna påhitt. En minoritet bland barn med tvillingspråk utvecklar detta till ett privatspråk som de använder även efter treårsåldern vid sidan om modersmålet. I dessa fall är det klart att tvillingspråket utgör ett autonomt språk som kan jämföras dels med kreolspråk, som skapas av barn i en miljö där det talas icke stabiliserade pidginspråk, dels med medvetet skapade konstgjorda språk. 
Antalet olika levande tvillingspråk torde vara mångdubbelt större än antalet etniska språk som talas i världen, även om bara de autonoma tvillingspråken räknas. 
Man har observerat att specifika språkstörningar av mildare slag, som visar sig i början på skolåldern, uppträder oftare hos barn som har haft ett tvillingspråk än hos andra. Detta kan bero på att barnen tidigt har fastnat i avvikande talvanor. Det är dock inte riktigt klarlagt i vilken utsträckning användandet av tvillingspråk är orsak till sådana språkstörningar. Det är nämligen också troligt att tvillingspråk uppkommer oftare hos barn som från början har anlag till försenad talutveckling. Hos tvillingar som utvecklar sitt tvillingspråk till ett omhuldat privatspråk finns ingen tendens till språkstörningar utan hos dem kan man snarare skönja en tendens till övergenomsnittlig språkfärdighet. 